# Strip That Down
Strip That Down is een nummer van de Britse zanger Liam Payne uit 2017, in samenwerking met de Amerikaanse rapper Quavo. Het is de eerste single van Payne's debuutalbum LP1.
Het nummer is de eerste solosingle van Liam Payne sinds het hiaat van One Direction. Hij was tot dan toe het enige One Direction-lid dat nog niet met een solosingle was gekomen. Aan Billboard vertelde Payne dat hij eigenlijk helemaal niet van plan was om solo te gaan. Tot plotseling het besef kwam dat hij als soloartiest zo veel kansen voor zich had liggen, dat hij een solocarrière niet aan zijn neus voorbij kon laten gaan. Het was immers een jeugddroom van de zanger. Het nummer is tot stand gekomen met de hulp van niemand minder dan Ed Sheeran, die meeschreef aan het nummer, waarna Payne besloot dat er nog een rap bij moest komen. Zo kwam hij al gauw bij Quavo van Migos terecht, die het aanbod van Payne niet weigerde. 
"Strip That Down" bevat een interpolatie van "It Wasn't Me" van Shaggy en RikRok, vandaar dat zij ook vermeld staan op de credits. Het nummer werd in veel landen een hit. In het Verenigd Koninkrijk bereikte het de 3e positie, terwijl het in de Amerikaanse Billboard Hot 100 de 10e positie behaalde. In het Nederlandse taalgebied werd het nummer een bescheiden hitje, met een 28e positie in de Nederlandse Top 40 en een 39e in de Vlaamse Ultratop 50.